# Большая Кузя (Республика Алтай)
Большая Кузя — опустевшее село в Чойском муниципальном районе Республики Алтай России, входит в Каракокшинское сельское поселение. Фактически исчезла, но «в статистическом сборнике она по ошибке числится в списке населенных пунктов»

## География
Село расположено в северной части Республики Алтай, к юго-востоку от Горно-Алтайска, в верховьях реки Кузи, в месте впадения реки Кульбич.

## Население
| 1989 | 2010 | 2011 | 2012 | 2013 | 2014 | 2015 |
| ---- | ---- | ---- | ---- | ---- | ---- | ---- |
| 23   | ↘0   | →0   | →0   | →0   | →0   | →0   |
| 2016 |      |      |      |      |      |      |
| →0   |      |      |      |      |      |      |

В 1989 году проживало 23 человека

## Инфраструктура
Во время существования селения было лично-подсобное хозяйство.
На месте селения действовала туристическая усадьба «Русская Кузя».

## Транспорт
Просёлочная дорога с выездом на 7 км гравийной дороги Каракокша — Уймень.